# Cyclophora delinearia
Cyclophora delinearia là một loài bướm đêm trong họ Geometridae.